# VDL Bus Valkenswaard

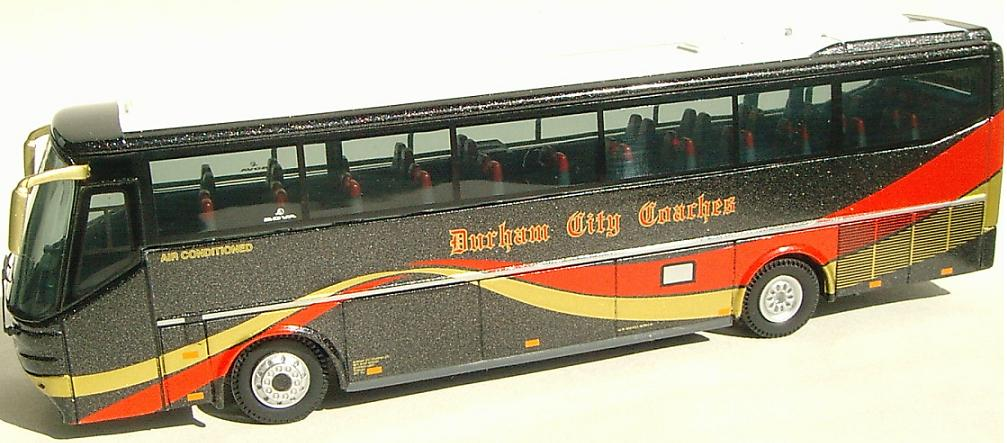
Een Bova Futura (schaalmodel van Corgi).

VDL Bus Valkenswaard (eerder BOVA en VDL Bova) is een bus- en touringcarbouwer in Valkenswaard. Het is een dochteronderneming van VDL Bus & Coach, onderdeel van de VDL Groep.
Naast deze vestiging is er in Valkenswaard nog een autobusfabriek. Dat bedrijf, in 1970 opgericht door A.G. Berkhof, een vroegere werknemer van BOVA, heette achtereenvolgens Berkhof, Berkhof Valkenswaard en VDL Berkhof Valkenswaard. Per oktober 2011 is die bedrijfsnaam veranderd in VDL Bus Modules. VDL Bova heet sindsdien VDL Bus Valkenswaard.

## Mijlpalen
- 1878: Bova wordt opgericht door Jacob Bots. Het is aanvankelijk een houthandel.
- 1910: Jacobs zoon Simon introduceert de naam BOVA, acroniem voor Bots Valkenswaard.
- 1954: Start van de busbouw. Jarenlang worden bussen geleverd op allerlei chassismerken, zoals DAF, Scania Vabis, Mercedes-Benz, Büssing, Bedford e.a. Blijkens een krantenartikel[1] wordt de eerste bus op 25 februari 1955 geleverd en bij het 10-jarig bestaan de 330e bus.
- 1970: Bova slaat een nieuwe richting in door over te gaan op zelfdragende bouw. Het eerste type, de Benelux, blijft zeven jaar in productie en is leverbaar als touringcar en als streekbus. Dit model wordt in 1977 opgevolgd door de Europa die speciaal als touringcar is ontworpen en zeer succesvol is, vooral in het Verenigd Koninkrijk.
- 1980: De geavanceerde Bova Xpress, met heckmotor en een gedeeltelijk lage vloer, is in 1980 een vergeefse poging om de markt voor streekbussen te veroveren. Er zijn er slechts zestien van gebouwd, allemaal voor Bova's grootste klant OAD,[2] die dan nog lijndiensten in Overijssel exploiteert. De andere Nederlandse openbaar-vervoerbedrijven, verzameld in de ESO, blijven de voorkeur geven aan de al sinds de jaren zestig geproduceerde standaard streekbus.
- 1982: Bova verrast de touringcarwereld met de introductie van de Futura, met een voor die tijd moderne carrosserie met een aerodynamisch front. Dit model is verreweg het meest succesvolle Bova-product en wordt verkocht over heel Europa en daarbuiten.
- 1990: Bova wordt onderdeel van United Bus waarin onder meer DAF Bus en Den Oudsten zitten.
- 1993: Bova wordt weer zelfstandig door het faillissement van United Bus.[3]
- 1999: Introductie van de touringcar Magiq, een volledig nieuw ontwikkelde bus met een modern front.
- 2003: In mei van dit jaar wordt Bova overgenomen door de VDL Groep. De bedrijfsnaam wordt veranderd in VDL Bova en ging onderdeel uitmaken van de busdivisie VDL Bus Groep (sinds 25 september 2010 VDL Bus & Coach).
- 2004: Bova introduceert de Bova Synergy (een dubbeldeksbus, feitelijk een Berkhof Axial dubbeldekker met wat andere styling elementen).
- 2005: Bova introduceert de inmiddels uit productie genomen bus Lexio. In datzelfde jaar levert Bova zijn 8000ste bus.
- 2007: Presentatie van "De Nieuwe Futura" reeks ter vervanging van de Magiq. De huidige Euro 3-motor werd vervangen door de milieuvriendelijkere Euro 4 met roetfilter en AdBlue-inspuiting. De klassieke Futura wordt nog steeds gemaakt onder de naam Futura Classic.
- 2009: In januari van dat jaar kondigde VDL Bova aan 100 vaste banen te zullen schrappen, bijna 20% van het personeelsbestand. Een teruglopend aantal orders, verband houdend met relatief hoge loonkosten in vergelijking met concurrenten in landen als Turkije, werd als reden genoemd. Tegelijk werden maatregelen voor een doelmatiger productie aangekondigd, zoals centralisatie van de inkoop voor de busfabrieken van VDL.
- 2011: Op 29 augustus wordt de nieuwe VDL Futura uitgeroepen tot International Coach of the Year 2012.[4] De nieuwe bussen zijn herkenkaar door een vernieuwd uiterlijk en het nieuwe VDL logo. Deze werden ontworpen door Van der Veer Designers uit Geldermalsen.[5]

## Portretten van Bova-producten

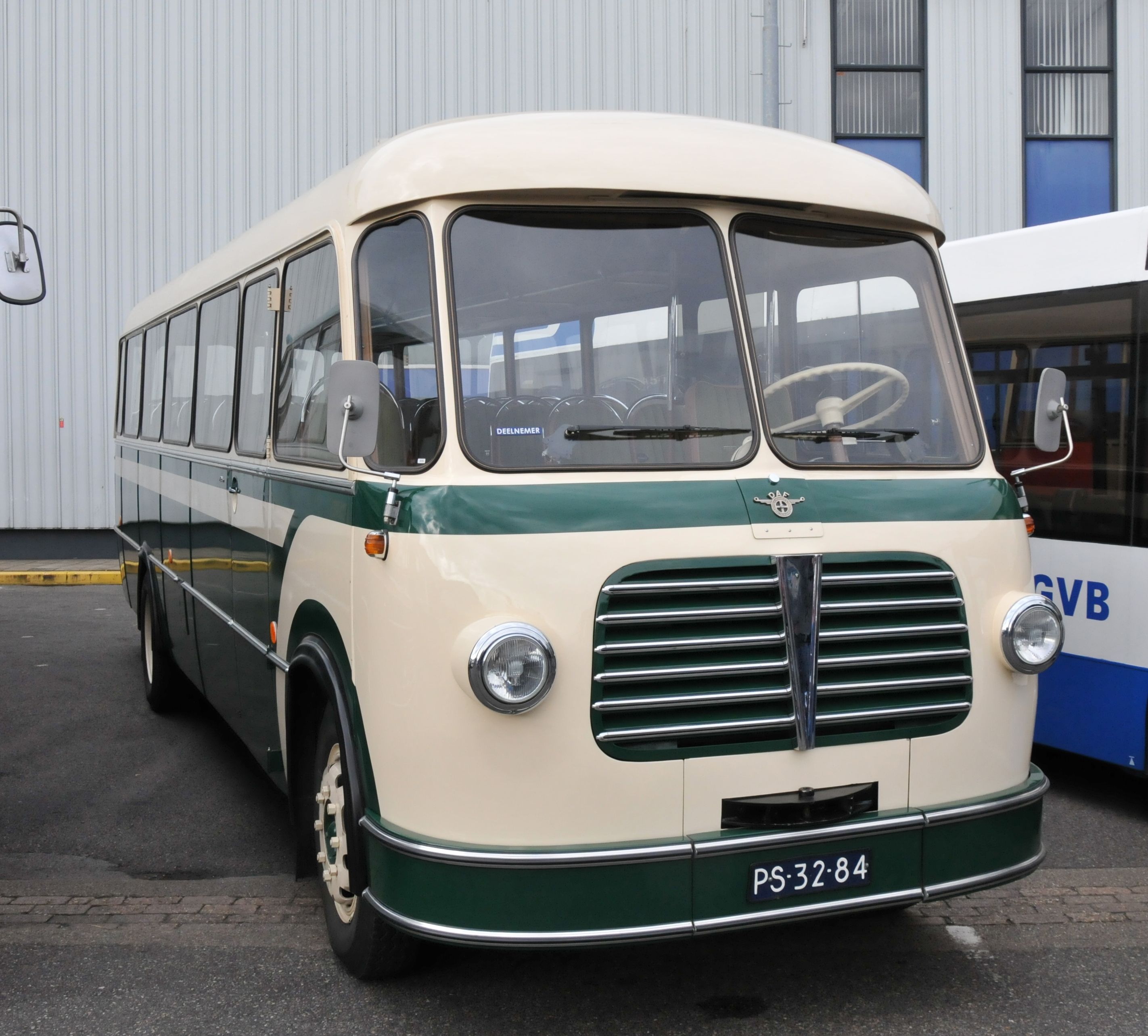
DAF B1500C533, bouwjaar 1956
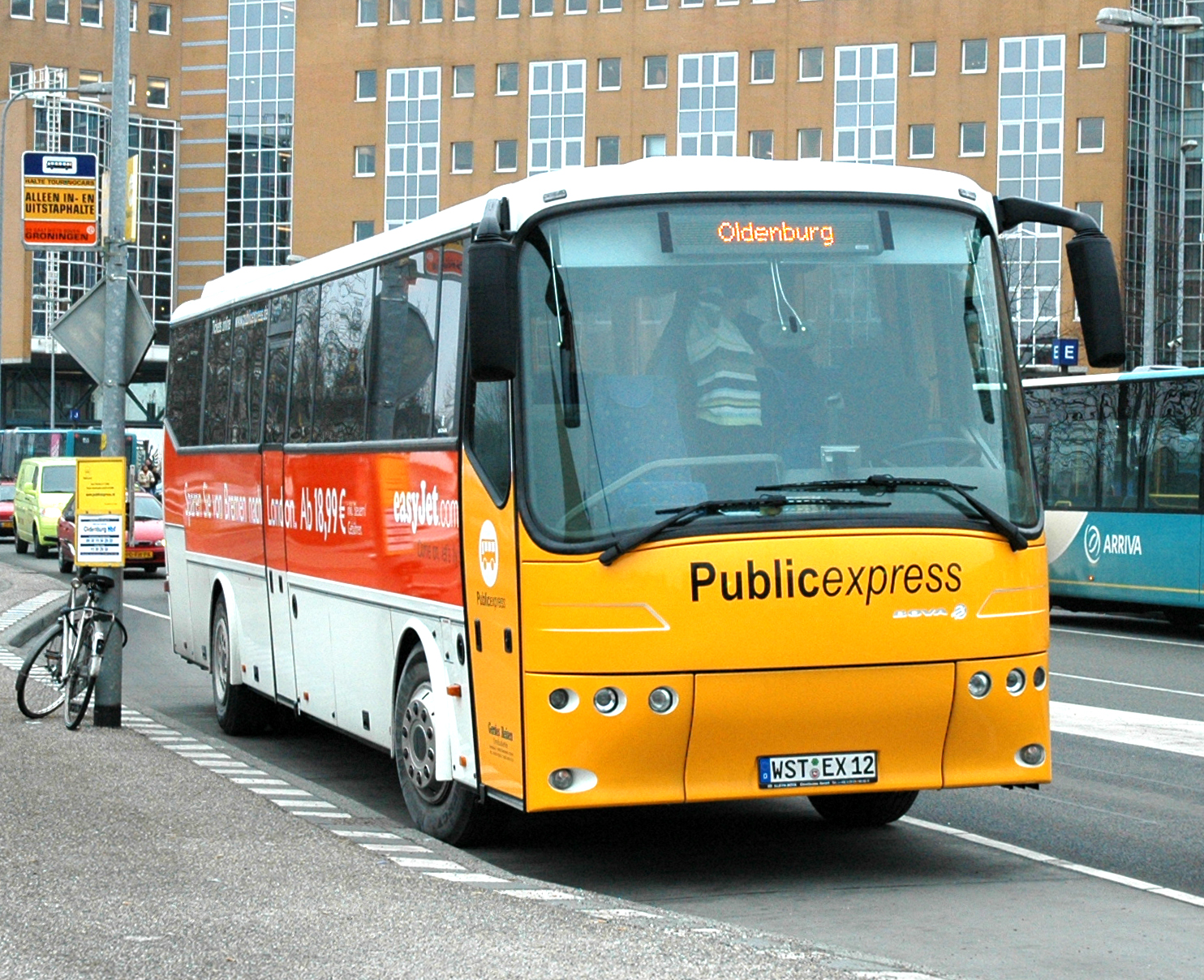
Bova Futura
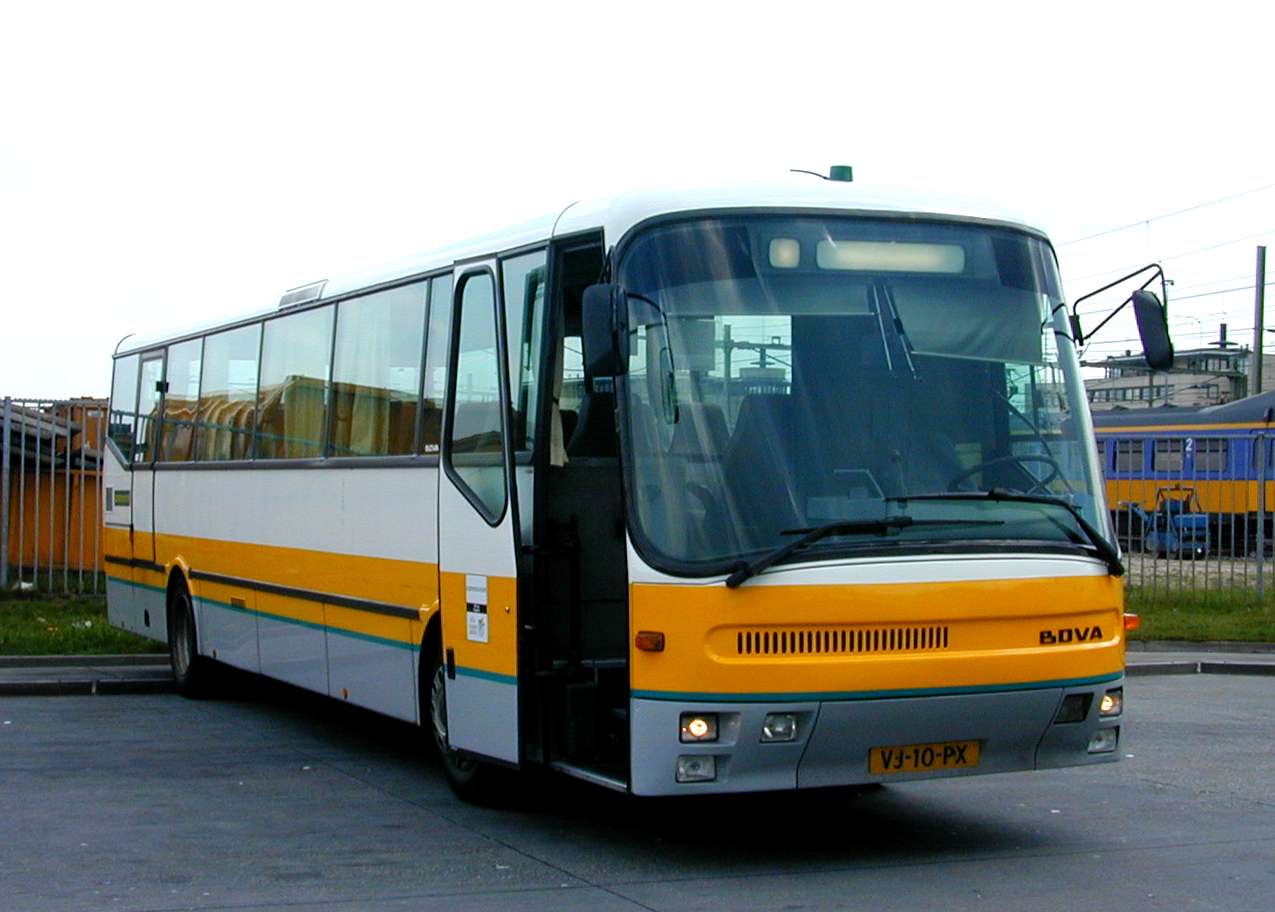
Bova Futura FVD 12.220
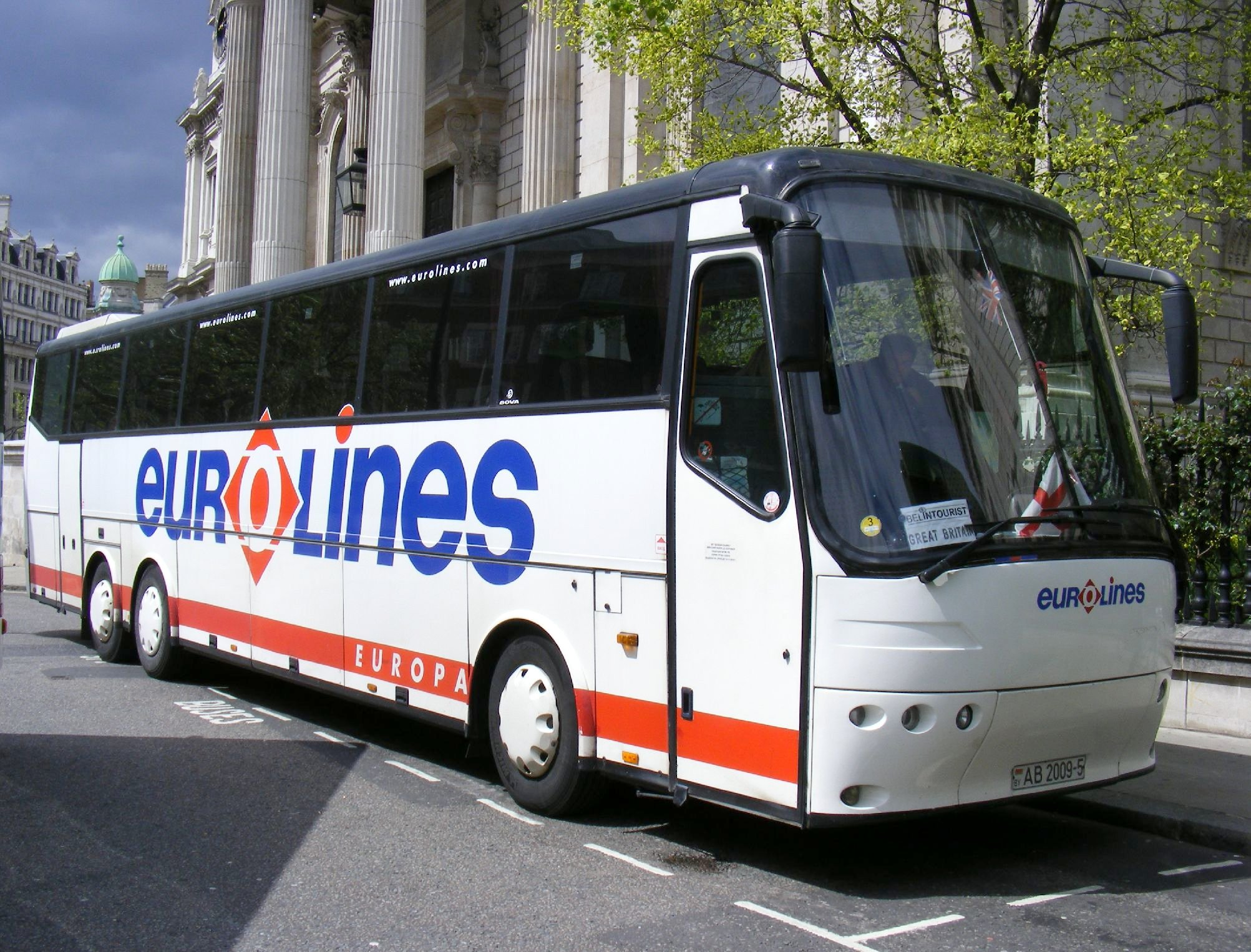
Bova Futura MAGNUM FHD 14